# Траванка (Олівейра-де-Аземейш)
Траванка (порт. Travanca; МФА: [tɾɐ.ˈvɐ̃.kɐ]) — парафія в Португалії, у муніципалітеті Олівейра-де-Аземейш. Розташована в західній частині країни, на теренах історичної португальської провінції Бейра. Входить до складу округу Авейру. За адміністративним поділом, чинним до 1976 року, терени парафії були складовою провінції Берегова Бейра. Належить до Авейрівської діоцезії Католицької церкви. Патрон — Мартин Турський. Площа — 5,7950 км². Населення — 1804 ос. (2011). Середньо урбанізований регіон. Густота населення — 311,3 осіб/км²
. Код — 011316.

## Населення
| Кількість мешканців | Кількість мешканців | Кількість мешканців | Кількість мешканців | Кількість мешканців | Кількість мешканців | Кількість мешканців | Кількість мешканців | Кількість мешканців | Кількість мешканців | Кількість мешканців | Кількість мешканців | Кількість мешканців | Кількість мешканців | Кількість мешканців |
| ------------------- | ------------------- | ------------------- | ------------------- | ------------------- | ------------------- | ------------------- | ------------------- | ------------------- | ------------------- | ------------------- | ------------------- | ------------------- | ------------------- | ------------------- |
| 1864                | 1878                | 1890                | 1900                | 1911                | 1920                | 1930                | 1940                | 1950                | 1960                | 1970                | 1981                | 1991                | 2001                | 2011                |
| 631                 | 635                 | 659                 | 738                 | 795                 | 793                 | 862                 | 989                 | 1.096               | 1.209               | 1.441               | 1.685               | 1.818               | 1.778               | 1.804               |